# Aldina reticulata
Aldina reticulata är en ärtväxtart som beskrevs av John Macqueen Cowan. Aldina reticulata ingår i släktet Aldina och familjen ärtväxter. Inga underarter finns listade i Catalogue of Life.